# Тундорф (Тургау)
Тундорф (нем. Thundorf TG) — коммуна в Швейцарии, в кантоне Тургау.
Входит в состав округа Фрауэнфельд. Население составляет 1273 человека (на 31 декабря 2007 года). Официальный код  —  4611.

## Состав коммуны
- посёлок Кирхберг
- деревня Ветцикон.
- деревня Лустдорф